# جوناثان براون (لاعب كرة قدم)
جوناثان براون (بالإنجليزية: Jonathan Brown)‏ (24 أبريل 1990 بجنوب أفريقيا - ) هو لاعب كرة قدم جنوب أفريقي في مركز الدفاع. شارك مع منتخب اسكتلندا تحت 16 سنة لكرة القدم ومنتخب اسكتلندا تحت 17 سنة لكرة القدم ومنتخب اسكتلندا تحت 19 سنة لكرة القدم. أما مع النوادي، فقد لعب مع نادي بريتشين سيتي وهارت أوف ميدلوثيان ونادي ستيرلينغ ألبيون وبونيروغ روز أثلاتيك ‏ ونادي ليفينغستون لكرة القدم.

## وصلات خارجية
- جوناثان براون على موقع الاتحاد الإسكتلندي (الإنجليزية)
- جوناثان براون على موقع قاعدة بيانات كرة القدم.إي يو (الإنجليزية)
- جوناثان براون على موقع Soccerbase.com (لاعب) (الإنجليزية)